# Luís Carlos Scala
Luís Carlos Scala Loureiro (Rio Grande, 31 de julho de 1940 — Natal, 10 de outubro de 2007), o Scala, foi um jogador de futebol brasileiro que atuava como zagueiro.

## Carreira
Scala era um zagueiro forte, técnico e de ótima colocação. Começou a carreira em 1957, pelo Riograndense. Em 1966, aos 25 anos, transferiu-se para o Inter, onde obteve maior destaque. Participou das campanhas que levaram o Inter ao vice-campeonato do Torneio Roberto Gomes Pedrosa em 1967 e 1968. Seu desempenho pelo clube de Porto Alegre o fizeram ser pré-convocado para a Copa do Mundo de 1970, porém uma fratura no tornozelo o tirou da Copa. Pela Seleção Brasileira, jogou apenas dois jogos. Pelo Internacional ainda seria campeão gaúcho em 1969, 1970, 1971 e 1972, formando dupla com Bibiano Pontes na zaga.
Em 1973, Scala jogou no Botafogo, onde disputou a Copa Libertadores daquele ano. Em 1974, foi para o América de Natal, onde encerrou a carreira.

## Morte
Scala morreu aos 67 anos em Natal, em consequência de pneumonia. Ele sofria de Mal de Alzheimer e estava internado na UTI do Hospital Natal Center desde o dia 5 de setembro de 2007.

## Títulos
Internacional
- Campeonato Gaúcho: 1969, 1970, 1971